# Szabad Donbász
A Szabad Donbász (oroszul: Свободный Донбасс) egy politikai párt a Donyecki Népköztársaságban. A párt 2014-ben alakult, a Donyecki Népköztársaság Ukrajnától való függetlenségének kikiáltása utáni első hat hónapban. Az ukrán Központi Választási Bizottság követelményeinek eleget téve ez a párt egyike lett annak a két pártnak (a "Donyecki Köztársaság" párttal együtt), akik részt vehettek a Donyecki Népköztársaságban 2014. november 2-án tartott általános választásokon. 
Jekatyerina Gubareva a Donyecki Népköztársaság Néptanácsának 2018. november 11-i választásain a Szabad Donbász párt választási listájának élére került volna. Azonban 2018. szeptember 29-én eltávolították a listáról, miután ismeretlenek őrizetbe vették. Ezt követően Gubareva Oroszországba, Rosztov-na-Donuba távozott.

## Választási Eredmények

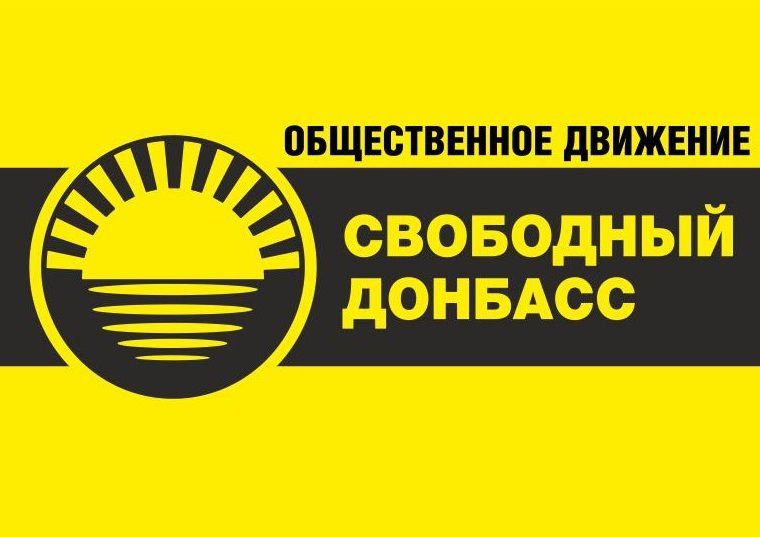
Korábbi logó

2014. november 3-án a következőképpen jelentették be a néptanácsi választások százalékos arányát: a „Donyecki Köztársaság” 64,43 százalékot ért el, a „Szabad Donbász” pedig 27,75 százalékot. A Néptanácsot négy évre választják 100 képviselővel, amelyből a „Donyecki Köztársaság” 68, a „Szabad Donbász” 32 képviselői mandátumot kapott. A 2018-as néptanácsi választásokon a párt 26 mandátumot szerzett.

## Fordítás
- Ez a szócikk részben vagy egészben  a   Free donbas című angol Wikipédia-szócikk ezen változatának fordításán alapul.  Az eredeti cikk szerkesztőit annak laptörténete sorolja fel. Ez a jelzés csupán a megfogalmazás eredetét és a szerzői jogokat jelzi, nem szolgál a cikkben szereplő információk forrásmegjelöléseként.